# League Cup 1980/81
Der League Cup 1980/81 war die 21. Austragung des seit 1960 existierenden englischen League Cup.
Der Wettbewerb startete am 8. August 1980 mit der Ersten Runde und endete am 1. April 1981 mit dem zweiten Finalspiel in Wembley. Der Titel ging an den FC Liverpool, der den Zweitligisten West Ham United im Finale nach einem 1:1 n. V. im ersten Spiel, im Wiederholungsspiel mit 2:1 bezwang. Liverpool gewann damit bei seiner zweiten Finalteilnahme nach 1978 zum ersten Mal den englischen Ligapokal. West Ham stieg am Saisonende als Zweitligameister in die First Division auf.

## Erste Runde
|                     | Gesamt          |                    | Hinspiel | Rückspiel |
| ------------------- | --------------- | ------------------ | -------- | --------- |
| Aldershot Town      | 3:4             | FC Wimbledon       | 2:0      | 1:4       |
| Blackburn Rovers    | (a)1:1(a)       | Huddersfield Town  | 0:0      | 1:1 n. V. |
| AFC Bournemouth     | 1:3             | Swindon Town       | 1:1      | 0:2 n. V. |
| FC Brentford        | 3:6             | Charlton Athletic  | 3:1      | 0:5       |
| FC Bury             | 3:2             | Halifax Town       | 2:2      | 1:0       |
| Carlisle United     | 3:1             | AFC Rochdale       | 2:0      | 1:1       |
| Chester City        | 1:2             | Stockport County   | 1:1      | 0:1 n. V. |
| FC Chesterfield     | 3:1             | FC Darlington      | 1:0      | 2:1       |
| Colchester United   | 1:4             | FC Gillingham      | 0:2      | 1:2       |
| Doncaster Rovers    | 2:3             | Mansfield Town     | 1:1      | 1:2 n. V. |
| Exeter City         | 2:2 (6:7 i. E.) | Bristol Rovers     | 1:1      | 1:1 n. V. |
| Grimsby Town        | 1:3             | Notts County       | 1:0      | 0:3       |
| Hereford United     | 1:5             | AFC Newport County | 1:0      | 0:5       |
| Lincoln City F.C.   | 7:0             | Hull City          | 5:0      | 2:0       |
| Northampton Town    | 3:4             | FC Reading         | 0:2      | 3:2       |
| Peterborough United | 4:3             | FC Fulham          | 3:2      | 1:1 n. V. |
| Plymouth Argyle     | 1:3             | FC Portsmouth      | 0:1      | 1:2       |
| FC Port Vale        | (a)3:3(a)       | Tranmere Rovers    | 2:3      | 1:0 n. V. |
| Rotherham United    | 1:3             | Bradford City      | 1:3      | 0:0       |
| Scunthorpe United   | 1:3             | FC Barnsley        | 0:1      | 1:2       |
| Sheffield Wednesday | 3:1             | Sheffield United   | 2:0      | 1:1       |
| Southend United     | 1:2             | Oxford United      | 1:0      | 0:2       |
| Torquay United      | 1:2             | Cardiff City       | 0:0      | 1:2       |
| FC Walsall          | 3:6             | FC Blackpool       | 2:3      | 1:3       |
| FC Watford          | 3:6             | FC Millwall        | 2:3      | 1:3       |
| Wigan Athletic      | 4:3             | Crewe Alexandra    | 2:1      | 2:2 n. V. |
| FC Wrexham          | 2:5             | FC Burnley         | 1:3      | 1:2       |
| York City           | 2:1             | Hartlepool United  | 2:1      | 0:0       |

## Zweite Runde
|                        | Gesamt          |                         | Hinspiel | Rückspiel |
| ---------------------- | --------------- | ----------------------- | -------- | --------- |
| Aston Villa            | 4:1             | Leeds United            | 1:0      | 3:1       |
| Birmingham City        | 2:1             | Bristol City            | 2:1      | 0:0       |
| Blackburn Rovers       | 2:1             | FC Gillingham           | 0:0      | 2:1 n. V. |
| Bolton Wanderers       | 1:5             | Crystal Palace          | 0:3      | 1:2       |
| Bradford City          | 1:4             | FC Liverpool            | 1:0      | 0:4       |
| Brighton & Hove Albion | 7:3             | Tranmere Rovers         | 3:1      | 4:2       |
| FC Burnley             | 0:6             | West Ham United         | 0:2      | 0:4       |
| Cambridge United       | 4:1             | Wolverhampton Wanderers | 3:1      | 1:0       |
| Cardiff City           | 2:1             | FC Chelsea              | 1:0      | 1:1       |
| Carlisle United        | 2:4             | Charlton Athletic       | 1:2      | 1:2       |
| FC Chesterfield        | 3:4             | Oxford United           | 3:1      | 0:3       |
| FC Everton             | 5:2             | FC Blackpool            | 3:0      | 2:2       |
| Lincoln City F.C.      | 1:3             | Swindon Town            | 1:1      | 0:2       |
| Manchester United      | 0:2             | Coventry City           | 0:1      | 0:1       |
| Mansfield Town         | 2:4             | FC Barnsley             | 0:0      | 2:4 n. V. |
| FC Middlesbrough       | 3:4             | Ipswich Town            | 3:1      | 0:3       |
| Newcastle United       | (a)3:3(a)       | FC Bury                 | 3:2      | 0:1 n. V. |
| AFC Newport County     | 1:3             | Notts County            | 1:1      | 0:2       |
| Nottingham Forest      | 4:1             | Peterborough United     | 3:0      | 1:1       |
| Oldham Athletic        | (a)3:3(a)       | FC Portsmouth           | 3:2      | 0:1 n. V. |
| Leyton Orient          | 1:4             | Tottenham Hotspur       | 0:1      | 1:3       |
| Preston North End      | 3:1             | Wigan Athletic          | 1:0      | 2:1       |
| Queens Park Rangers    | 0:0 (5:3 i. E.) | Derby County            | 0:0      | 0:0 n. V. |
| FC Reading             | 1:3             | Luton Town              | 0:2      | 1:1       |
| Shrewsbury Town        | 1:3             | Norwich City            | 1:1      | 0:2 n. V. |
| FC Southampton         | 5:7             | FC Watford              | 4:0      | 1:7 n. V. |
| Stockport County       | 3:2             | FC Sunderland           | 1:1      | 2:1       |
| Stoke City             | 1:4             | Manchester City         | 1:1      | 0:3       |
| Swansea City           | 2:5             | FC Arsenal              | 1:1      | 1:3       |
| West Bromwich Albion   | 2:0             | Leicester City          | 1:0      | 1:0       |
| FC Wimbledon           | 3:4             | Sheffield Wednesday     | 2:1      | 1:3       |
| York City              | (a)2:2(a)       | Bristol Rovers          | 2:1      | 0:1 n. V. |

## Dritte Runde
|                        | Ergebnis |                      |
| ---------------------- | -------- | -------------------- |
| FC Barnsley            | 3:2      | Cardiff City         |
| Birmingham City        | 1:0      | Blackburn Rovers     |
| Brighton & Hove Albion | 1:2      | Coventry City        |
| Bristol Rovers         | 0:0      | FC Portsmouth        |
| FC Bury                | 0:7      | Nottingham Forest    |
| Cambridge United       | 2:1      | Aston Villa          |
| Charlton Athletic      | 1:2      | West Ham United      |
| FC Everton             | 1:2      | West Bromwich Albion |
| Ipswich Town           | 1:1      | Norwich City         |
| FC Liverpool           | 5:0      | Swindon Town         |
| Luton Town             | 1:2      | Manchester City      |
| Notts County           | 4:1      | Queens Park Rangers  |
| Preston North End      | 1:0      | Oxford United        |
| Sheffield Wednesday    | 1:2      | FC Watford           |
| Stockport County       | 1:3      | FC Arsenal           |
| Tottenham Hotspur      | 0:0      | Crystal Palace       |

### Wiederholungsspiele
|                | Ergebnis |                   |
| -------------- | -------- | ----------------- |
| FC Portsmouth  | 2:0      | Bristol Rovers    |
| Norwich City   | 1:3      | Ipswich Town      |
| Crystal Palace | 1:3      | Tottenham Hotspur |

## Vierte Runde
|                      | Ergebnis |                   |
| -------------------- | -------- | ----------------- |
| Birmingham City      | 2:1      | Ipswich Town      |
| Coventry City        | 1:1      | Cambridge United  |
| FC Liverpool         | 4:1      | FC Portsmouth     |
| Manchester City      | 5:1      | Notts County      |
| Tottenham Hotspur    | 1:0      | FC Arsenal        |
| FC Watford           | 4:1      | Nottingham Forest |
| West Bromwich Albion | 0:0      | Preston North End |
| West Ham United      | 2:1      | FC Barnsley       |

### Wiederholungsspiele
|                   | Ergebnis |                      |
| ----------------- | -------- | -------------------- |
| Cambridge United  | 0:1      | Coventry City        |
| Preston North End | 1:1      | West Bromwich Albion |

### 2. Wiederholungsspiel
|                      | Ergebnis |                   |
| -------------------- | -------- | ----------------- |
| West Bromwich Albion | 2:1      | Preston North End |

## Fünfte Runde
|                 | Ergebnis |                      |
| --------------- | -------- | -------------------- |
| FC Liverpool    | 3:1      | Birmingham City      |
| Manchester City | 2:1      | West Bromwich Albion |
| FC Watford      | 2:2      | Coventry City        |
| West Ham United | 1:0      | Tottenham Hotspur    |

### Wiederholungsspiel
|               | Ergebnis |            |
| ------------- | -------- | ---------- |
| Coventry City | 5:0      | FC Watford |

## Halbfinale
|                 | Gesamt |                 | Hinspiel | Rückspiel |
| --------------- | ------ | --------------- | -------- | --------- |
| Coventry City   | 3:4    | West Ham United | 3:2      | 0:2       |
| Manchester City | 1:2    | FC Liverpool    | 0:1      | 1:1       |

## Finale
| FC Liverpool                               | FC Liverpool | West Ham United | West Ham United |
| ------------------------------------------ | --- | --- | --------------- |
| FC Liverpool                               | \| Sonntag, 14. März 1981 in London (Wembley) \| \| Ergebnis: 1:1 n. V. (0:0) \| \| Zuschauer: 100.000 \| \| Schiedsrichter: Clive Thomas \|                                                           | \| Sonntag, 14. März 1981 in London (Wembley) \| \| Ergebnis: 1:1 n. V. (0:0) \| \| Zuschauer: 100.000 \| \| Schiedsrichter: Clive Thomas \|                                                              | West Ham United |
| FC Liverpool                               | Ray Clemence – Phil Neal , Alan Kennedy, Colin Irwin, Alan Hansen – Ray Kennedy, Sammy Lee, Steve Heighway (65. Jimmy Case), Terry McDermott – Kenny Dalglish, Graeme Souness Cheftrainer: Bob Paisley | Phil Parkes – Ray Stewart, Frank Lampard, Billy Bonds , Alvin Martin – Alan Devonshire, Jimmy Neighbour, Trevor Brooking, Geoff Pike – Paul Goddard (Stuart Pearson), David Cross Cheftrainer: John Lyall | West Ham United |
| FC Liverpool                               | 1:0 Alan Kennedy (118.) | 1:1 Ray Stewart (120.) | West Ham United |
| Sonntag, 14. März 1981 in London (Wembley) | | |                 |
| Ergebnis: 1:1 n. V. (0:0)                  | | |                 |
| Zuschauer: 100.000                         | | |                 |
| Schiedsrichter: Clive Thomas               | | |                 |

## Wiederholungsspiel
| FC Liverpool                                      | FC Liverpool | West Ham United | West Ham United |
| ------------------------------------------------- | --- | --- | --------------- |
| FC Liverpool                                      | \| Sonntag, 1. April 1981 in Birmingham (Villa Park) \| \| Ergebnis: 2:1 (2:1) \| \| Zuschauer: 36.693 \| \| Schiedsrichter: Clive Thomas \|                                  | \| Sonntag, 1. April 1981 in Birmingham (Villa Park) \| \| Ergebnis: 2:1 (2:1) \| \| Zuschauer: 36.693 \| \| Schiedsrichter: Clive Thomas \|                                             | West Ham United |
| FC Liverpool                                      | Ray Clemence – Phil Neal, Alan Kennedy, Phil Thompson , Alan Hansen – Ray Kennedy, Sammy Lee, Jimmy Case, Terry McDermott – Kenny Dalglish, Ian Rush Cheftrainer: Bob Paisley | Phil Parkes – Ray Stewart, Frank Lampard, Billy Bonds , Alvin Martin – Alan Devonshire, Jimmy Neighbour, Trevor Brooking, Geoff Pike – Paul Goddard, David Cross Cheftrainer: John Lyall | West Ham United |
| FC Liverpool                                      | 1:1 Kenny Dalglish (25.) 2:1 Alan Hansen (28.) | 0:1 Paul Goddard (5.) | West Ham United |
| Sonntag, 1. April 1981 in Birmingham (Villa Park) | | |                 |
| Ergebnis: 2:1 (2:1)                               | | |                 |
| Zuschauer: 36.693                                 | | |                 |
| Schiedsrichter: Clive Thomas                      | | |                 |